# Caproni Ca.331
Il Caproni Ca.331 "Raffica" è stato un aereo da ricognizione a 4 posti e bombardiere leggero (versione Ca.331A) sviluppato dall'azienda aeronautica italiana Caproni nei primi anni quaranta e rimasto allo stadio di prototipo.

## Storia del progetto

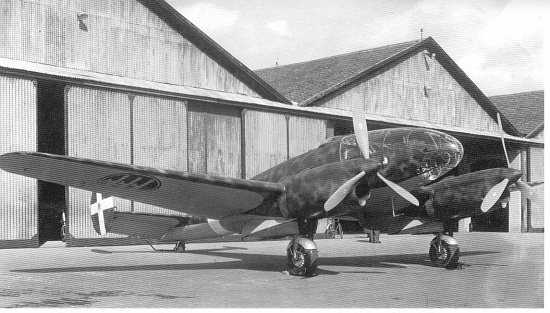
Il primo prototipo del Ca.331.

Il Ca.331 volò per la prima volta il 3 agosto del 1940. Nella primavera del 1941, il prototipo venne testato ufficialmente dalla Regia Aeronautica e mostrò subito buone capacità sia di volo sia di combattimento. Tuttavia, la Regia Aeronautica si espresse a sfavore della sua produzione di massa, in quanto "l'aereo ha una costruzione inusuale". Il giudizio era fondamentalmente viziato dal fatto che l'apparecchio era costruito, in molte parti, in duralluminio, materiale molto scarso in Italia e che doveva essere importato dalla Germania. Oltre a questo problema "autarchico" (che rallentò lo sviluppo tecnologico della Regia Aeronautica) influì negativamente anche il tipo di motore scelto. Infatti la Caproni preferiva i propulsori Isotta Fraschini (azienda controllata dal gruppo Caproni), motori in linea raffreddati ad aria con ridotta resistenza aerodinamica dovuta all'assenza del radiatore e anche meno soggetti a danni in combattimento rispetto a quelli raffreddati ad acqua. Buoni sulla carta, questi motori erano però poco affidabili soprattutto a causa del surriscaldamento eccessivo dei cilindri posteriori, dovuto al flusso d'aria di raffreddamento insufficiente rispetto alla potenza complessiva del motore. Per l'incapacità intrinseca di sviluppare grandi potenze (il semplice flusso d'aria consentiva un buon raffreddamento solo per potenze fino a 500/600 cavalli) questo tipo di motori era stato relegato da tutte le aeronautiche all'impiego su aerei non di prima linea (soprattutto aerei da addestramento e collegamento) dove la richiesta di basse potenze unita ai vantaggi in termini di economicità e semplicità di realizzazione e di manutenzione erano requisiti fondamentali.
Il problema della motorizzazione rimase così il principale difetto di questo, per altri versi ottimo progetto, un tallone d'Achille peraltro comune a molti apparecchi della Regia Aeronautica fino all'adozione di motori in linea tedeschi.
L'aeroplano venne in seguito provato dalla Luftwaffe che lo testò presso il suo centro esperienze di Rechlin. La Luftwaffe ne certificò le ottime qualità tanto che pianificò di ordinarne diversi esemplari di una versione da addestramento al combattimento con doppi comandi (versione Ca.331G), ma l'ordine non fu poi inoltrato.

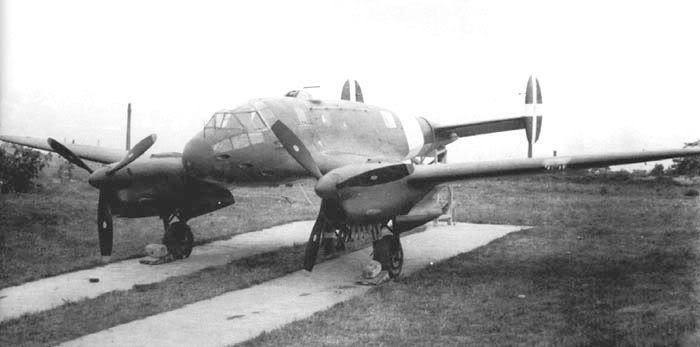
Il prototipo del Ca.331 caccia notturno.

Il secondo prototipo, il MM.428, era un caccia notturno che venne poi designato con il codice Ca.331B. All'inizio dell'offensiva alleata nel 1942, la Regia Aeronautica pianificò di ordinarne 1000 esemplari ma, anche in questo caso, l'ordine rimase solo sulla carta e solo un nuovo prototipo venne costruito.
Il primo prototipo del Ca.331B venne testato con l'armamento completo nell'agosto del 1943. L'aereo venne progettato anche per essere prodotto nella versione cacciabombardiere. A tal fine venne realizzato un alloggiamento per le bombe in grado di trasportare fino a 1000 kg di carico bellico. Una seconda opzione era la versione Ca.331B, con 500 kg di bombe ed un carico supplementare di carburante di 616 l.
Va anche aggiunto che l'aereo, nella sua configurazione originale con motori Isotta Fraschini Delta, era un po' lento per i compiti di caccia intercettore e, cosa che destava ancor più perplessità, era lento come tempo di salita e aveva una tangenza massima operativa non sempre adeguata per poter contrastare i bombardieri americani ed appena sufficiente per quelli britannici: era questo un altro dei difetti di questo tipo di motori, più adatti alle quote medio-basse dove l'aria non troppo rarefatta garantiva il raffreddamento. Inoltre, anche se l'armamento previsto era adeguato (grazie soprattutto alla prevista installazione di cannoni da 20 mm, il prototipo però montava 5 mitragliatrici Breda Safat in caccia, invece dei 5 Ikaria MG FF da 20 mm o dei 4 MG 151, sempre da 20mm previsti in sede di progetto), non era ancora prevista l'installazione di un radar (l'Arghetto/Lepre non era ancora disponibile all'8 settembre e non si pensò di ripiegare sul Liechtenstein tedesco, che peraltro la Luftwaffe esportava con estrema parsimonia). La mancanza di radar unita alle scarse doti di arrampicatore non ne avrebbero di certo fatto un caccia notturno eccezionale, mentre invece vi erano ottime probabilità di riuscita per impieghi come bombardiere leggero, caccia-bombardiere diurno-notturno eventualmente anche in funzione antinave, e ricognitore (versioni Ca.360 e Ca.365).
Tutti questi problemi si sarebbero in buona parte risolti con una motorizzazione più potente (versione Ca.370), tanto che si pensò di installare un altro motore raffreddato ad aria di progettazione Isotta Fraschini (Isotta Fraschini Zeta R.C.24/60 da 1250 CV con 24 cilindri a X, ottenuto unendo due motori 12 cilindri a V), che però non era ancora a punto alla data dell'armistizio ancora una volta per problemi di raffreddamento.
Venne anche progettata una versione d'assalto (Ca.375), con cannoncini da 37 mm e motori Fiat RA.1050 RC 58I Tifone (ossia la versione costruita su licenza del motore tedesco Daimler-Benz DB 605 A-1). La velocità massima del progetto di questo apparecchio era prevista in 644 km/h (finalmente degna di un buon caccia del 1943), ma i radiatori avrebbero comunque aumentato la vulnerabilità dell'aereo nelle missioni di appoggio tattico, impiego per il quale sarebbero stati preferibili i motori radiali. Al momento della capitolazione dell'Italia, presso la fabbrica Ponte San Pietro della Caproni Bergamaschi si lavorava a pieno regime alla produzione dell'apparecchio. I prototipi terminati vennero trasportati in Germania, dove poi se ne persero le tracce.